# رناتو پلسلی
رناتو پُلسلی (ایتالیایی: Renato Polselli؛ ‏ ۲۶ فوریهٔ ۱۹۲۲ – ۱ اکتبر ۲۰۰۶) فیلم‌نامه‌نویس، کارگردان فیلم، تهیه‌کننده فیلم و تدوین‌گر اهل ایتالیا بود.
از فیلم‌هایی که وی در آن‌ها نقش داشته است، می‌توان به رازگشایی‌های یک روان‌پزشک در مورد دنیای انحرافات جنسی، هرزگی، دلیریوم، خون‌آشام اپرا و حقیقت بنابر نظر شیطان اشاره نمود.